# NGC 818
NGC 818 é uma galáxia espiral barrada (SBbc) localizada na direcção da constelação de Andromeda. Possui uma declinação de +38° 46' 38" e uma ascensão recta de 2 horas, 08 minutos e 44,4 segundos.
A galáxia NGC 818 foi descoberta em 18 de Outubro de 1786 por William Herschel.